# Gare de Broons
La gare de Broons est une gare ferroviaire française de la ligne de Paris-Montparnasse à Brest, située au lieu-dit Gare de Broons, à environ 3 kilomètres du centre de la commune de Broons, dans le département des Côtes-d'Armor, en région Bretagne.
Elle est mise en service en 1863 par la compagnie des chemins de fer de l'Ouest.
C'est une halte voyageurs de la Société nationale des chemins de fer français (SNCF), desservie par des trains express régionaux TER Bretagne. Elle est à 54 kilomètres de Rennes.

## Situation ferroviaire
Établie à 67 mètres d'altitude, la gare de Broons est située au point kilométrique (PK) 427,814 de la ligne de Paris-Montparnasse à Brest entre les gares de Caulnes et de Plénée-Jugon.

## Histoire
La station de Broons, à l'époque, la cinquième de la section, est mise en service par la compagnie des chemins de fer de l'Ouest, le 7 septembre 1863, lors de l'inauguration de la section de Rennes à Guingamp de la ligne de Paris-Montparnasse à Brest. La halte est construite à environ trois kilomètres du bourg.
Le bâtiment voyageurs de la gare de Broons est détruit dans les années 1990.

## Fréquentation
En 2014, selon les estimations de la SNCF, la fréquentation annuelle de la gare est de 23 374 voyageurs.
De 2015 à 2023, selon les estimations de la SNCF, la fréquentation annuelle de la gare s'élève aux nombres indiqués dans le tableau ci-dessous.
| Année     | 2015   | 2016   | 2017   | 2018   | 2019   | 2020   | 2021   | 2022   | 2023   |
| --------- | ------ | ------ | ------ | ------ | ------ | ------ | ------ | ------ | ------ |
| Voyageurs | 21 995 | 20 214 | 24 009 | 31 064 | 36 462 | 28 626 | 39 722 | 59 562 | 65 156 |

## Service des voyageurs

### Accueil
Une boutique SNCF, située au bourg, est ouverte en semaine seulement le matin de 10 h à 13 h 45. La halte SNCF, point d'arrêt non géré (PANG), dispose de panneaux d'informations et d'abris de quais.

### Desserte
Broons est desservie par des trains TER Bretagne qui circulent entre Rennes et Saint-Brieuc ou Lamballe.